# Luis Procuna
Luis Procuna Montes (Ciudad de México, 23 de julio de 1923-El Salvador, 9 de agosto de 1995), conocido como El berrendito de San Juan, fue un torero mexicano.

## Biografía
Debutó el 14 de agosto de 1941, tomando la alternativa en Ciudad Juárez en 1942 apadrinado por Luis Castro "El Soldado". Su presentación en España fue en Barcelona el 6 de mayo de 1951, y en Las Ventas de Madrid el 14 de junio del mismo año. Ya en 1945 recorría varios países sudamericanos como Colombia, Perú y Venezuela. El 10 de marzo de 1974 se cortó la coleta en la Plaza de Toros Monumental de México, la cual inauguró en 1946, junto a Manolete y Luis Castro (El Soldado).
Falleció a los setenta y dos años el 9 de agosto de 1995 en el accidente aéreo del avión guatemalteco  de Aviateca GU-901 ocurrido en la ladera del Volcán de San Vicente en El Salvador. El Boeing 737 realizaba la línea de Miami a Managua de 203 km cuando a causa de las inclemencias meteorológicas el avión desvió el rumbo e impactó después  contra el volcán a 6 000 pies de altura. Fallecieron 58 pasajeros y 7 tripulantes.
Un pase lleva su nombre, procunazo, también llamado sanjuanera, que consiste en dar salida al toro por el lado contrario al que se cita, con la espada fuera de la muleta.
Fue protagonista de la película Torero rodada en 1956, dirigida por Carlos Velo y considerada por muchos críticos como la mejor en materia taurina.

## Apadrinamientos
El 24 de diciembre de 1948, da la alternativa a Manuel Capetillo en la plaza de toros Colón de Querétaro. Como testigo fungió Rafael Rodríguez. Los bureles provenían de la ganadería La Punta.